# Arrondissement Bourg-en-Bresse
Arrondissement Bourg-en-Bresse je francouzský arrondissement ležící v departementu Ain v regionu Rhône-Alpes. Člení se dále na 17 kantonů a 219 obcí.

## Kantony
od roku 2015:
| - Attignat - Bourg-en-Bresse-1 - Bourg-en-Bresse-2 - Ceyzériat - Châtillon-sur-Chalaronne - Lagnieu (část) - Meximieux - Miribel - Pont-d'Ain (část) | - Replonges - Pont-de-Veyle - Reyrieux - Saint-Étienne-du-Bois - Saint-Trivier-sur-Moignans - Trévoux - Villars-les-Dombes - Vonnas |

před rokem 2015:
| - Bâgé-le-Châtel - Bourg-en-Bresse-Est - Bourg-en-Bresse-Nord-Centre - Bourg-en-Bresse-Sud - Ceyzériat - Chalamont - Châtillon-sur-Chalaronne - Coligny - Meximieux - Miribel - Montluel - Montrevel-en-Bresse | - Péronnas - Pont-d'Ain - Pont-de-Vaux - Pont-de-Veyle - Reyrieux - Saint-Trivier-de-Courtes - Saint-Trivier-sur-Moignans - Thoissey - Treffort-Cuisiat - Trévoux - Villars-les-Dombes - Viriat |